# Rallye de la Route de la Soie
Le Rallye de la Route de la Soie (ou Silk Way Rally) est une épreuve de rallye-raid (cross-country) fondée en 2009, organisée par les gouvernements russes et chinois.

## Histoire

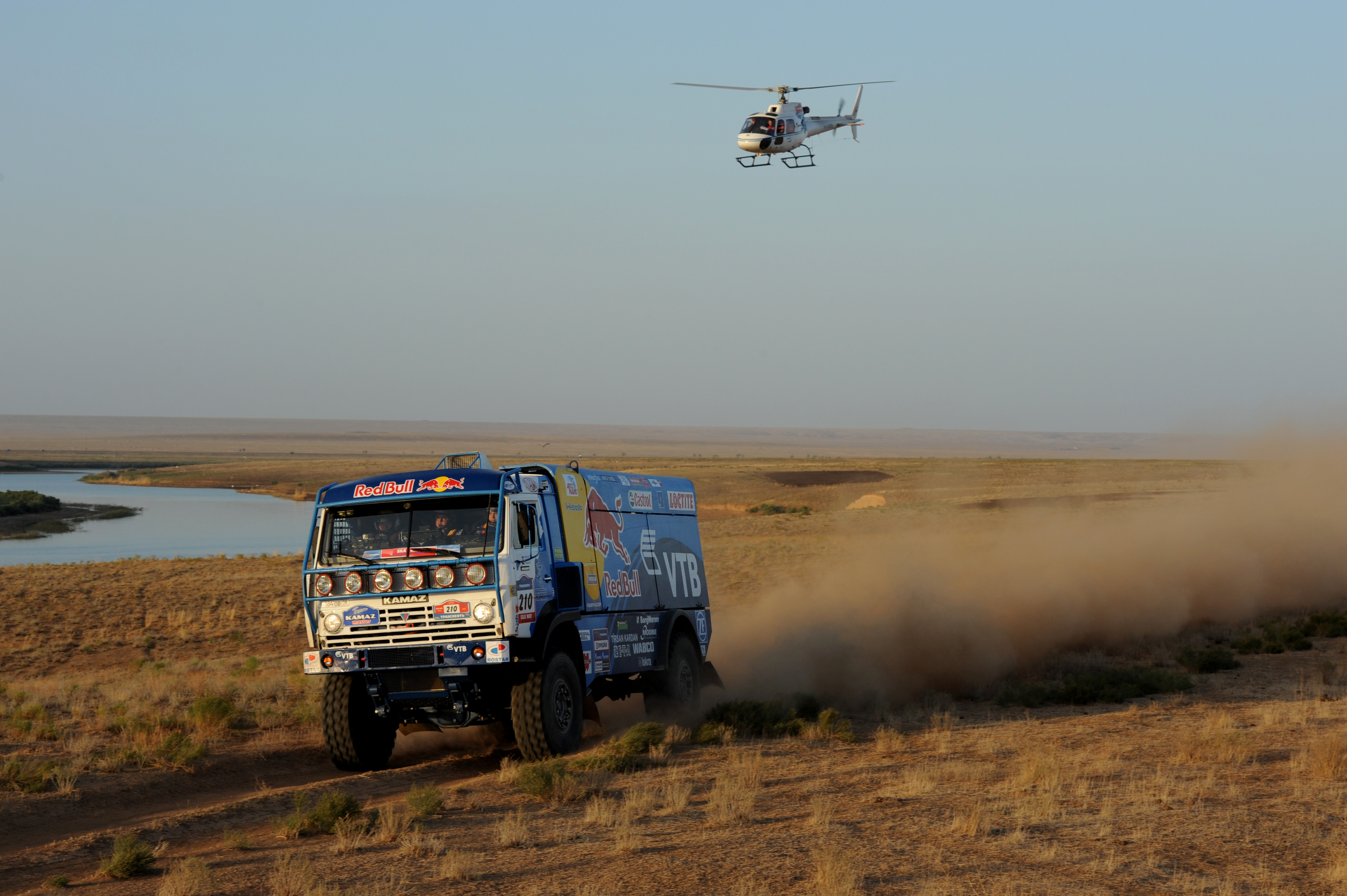
Vue de l'édition 2011.

Cette épreuve succède au rallye « La Transorientale (nl) », uniquement organisé en 2008 sur des types d'itinéraires semblables à ceux des éditions ultérieures (steppes…).
La première édition est organisée en 2009 entre Kazan (Tatarstan) et Achgabat (Turkménistan) et porte les couleurs des Dakar Series, tout comme les éditions 2010 et 2011.
De 2010 à 2013, le Silk Way Rally se déroule uniquement sur le territoire de la Russie. Dès 2011, la Place Rouge devient le site traditionnel de départ du Rallye.
Après deux années de pause (2014 et 2015), le Silk Way Rally revient en grand format en 2016 en traversant la Russie, le Kazakhstan et la Chine sur deux semaines de course. 
Le Silk Way Rally 2016 s'élance de la Place Rouge à Moscou le 8 juillet, la journée de repos se déroule à Almaty au Kazakhstan le 15 juillet et l'arrivée est jugée au pied du Nid d'Oiseau, le stade Olympique de Pékin. Cette nouvelle version a attiré de nombreux concurrents sur la planète, 41 nationalités étaient représentées.
Le Silk Way Rally 2017 part de la Place Rouge le 7 juillet, la journée de repos se déroulera le 16 juillet à Ürümqi en Chine et l'arrivée sera jugée à Xi'An, ex capitale de la Chine, le samedi 22 juillet.
Ces deux éditions (2016 et 2017) donnent lieu au rallye raid le plus long du monde en durée et en distance[réf. nécessaire], soit environ 15 jours et près de 10 000 km pour relier Moscou à Pékin ou Xi'an.
L'édition 2020, initialement prévue du 3 au 11 juillet, entre Moscou et Kazan, est annulée par le comité d'organisation le 28 mai, en raison de la quarantaine en Russie, à la suite de la pandémie de maladie à coronavirus.

## Les parcours des différentes éditions
| Année     | Départ                                                  | Arrivée       |
| --------- | ------------------------------------------------------- | ------------- |
| 2009      | Kazan                                                   | Achgabat      |
| 2010      | Saint Petersbourg                                       | Sotchi        |
| 2011      | Moscou                                                  | Sotchi        |
| 2012      | Moscou                                                  | Guelendjik    |
| 2013      | Moscou                                                  | Astrakhan     |
| 2014-2015 | Non-couru                                               | Non-couru     |
| 2016      | Moscou                                                  | Pékin         |
| 2017      | Moscou                                                  | Xi’an         |
| 2018      | Astrakhan                                               | Moscou        |
| 2019      | Irkoutsk                                                | Dunhuang      |
| 2020      | Moscou                                                  | Ürümqi        |
| 2020      | Édition annulée en raison de la pandémie de coronavirus |               |
| 2021      | Omsk                                                    | Gorno-Altaïsk |
| 2022      | Astrakhan                                               | Moscou        |
| 2023      | Kazan                                                   | Moscou        |
| 2024      | Tomsk                                                   | Oulan-Bator   |
| 2025      | Irkoutsk                                                | Gorno-Altaïsk |

## Palmarès et records

### Palmarès par catégories
| Édition   | Vainqueurs Catégorie Autos                              | Vainqueurs Catégorie Autos                              | Vainqueurs Catégorie Autos                              |
| Édition   | Pilote                                                  | Copilote                                                | Voiture                                                 |
| --------- | ------------------------------------------------------- | ------------------------------------------------------- | ------------------------------------------------------- |
| 2009      | Carlos Sainz                                            | Lucas Cruz                                              | Volkswagen Touareg                                      |
| 2010      | Carlos Sainz                                            | Lucas Cruz                                              | Volkswagen Touareg                                      |
| 2011      | Krzysztof Hołowczyc                                     | Jean-Marc Fortin                                        | BMW X3                                                  |
| 2012      | Boris Gadasin                                           | Dan Schemel                                             | G-Force Proto                                           |
| 2013      | Jean-Louis Schlesser                                    | Konstantin Zhiltsov                                     | Buggy Schlesser                                         |
| 2014-2015 | Non-couru                                               | Non-couru                                               | Non-couru                                               |
| 2016      | Cyril Despres                                           | David Castera                                           | Peugeot 2008 DKR16                                      |
| 2017      | Cyril Despres                                           | David Castera                                           | Peugeot 3008 DKR                                        |
| 2018      | Yazeed Al-Rajhi                                         | Timo Gottschalk                                         | Mini John Cooper Works                                  |
| 2019      | Nasser Al-Attiyah                                       | Mathieu Baumel                                          | Toyota Hilux                                            |
| 2020      | Édition annulée en raison de la pandémie de coronavirus | Édition annulée en raison de la pandémie de coronavirus | Édition annulée en raison de la pandémie de coronavirus |
| 2021      | Guerlain Chicherit                                      | Alexandre Winocq                                        | Century Racing CR6                                      |
| 2022      | Denis Krotov                                            | Konstantin Zhiltsov                                     | Mini John Cooper Works                                  |
| 2023      | Andrey Rudskoy                                          | Dmitry Karpov                                           | G-Force BARS                                            |
| 2024      | Roman Rusinov                                           | Dmitry Pavlov                                           | Can-Am Maverick X3                                      |

| Édition   | Vainqueurs Catégorie Camions                            | Vainqueurs Catégorie Camions                            | Vainqueurs Catégorie Camions                            | Vainqueurs Catégorie Camions                            |
| Édition   | Pilote                                                  | Copilote                                                | Mécanicien                                              | Camion                                                  |
| --------- | ------------------------------------------------------- | ------------------------------------------------------- | ------------------------------------------------------- | ------------------------------------------------------- |
| 2009      | Firdaus Kabirov                                         | Andrey Mokeev                                           | Tanin Anatoly                                           | Kamaz 4326-9 VK                                         |
| 2010      | Eduard Nikolaev                                         | Viatcheslav Mizyukaev                                   | Vladimir Rybakov                                        | Kamaz 4326-9 VK                                         |
| 2011      | Aleš Loprais                                            | Vojtěch Štajf                                           | Milan Holáň                                             | Tatra T815-2                                            |
| 2012      | Ayrat Mardeev                                           | Aydar Belyaev                                           | Dmitrii Svistunov                                       | Kamaz 4326-9 VK                                         |
| 2013      | Dmitry Sotnikov                                         | Viatcheslav Mizyukaev                                   | Andrey Aferin                                           | Kamaz 4326-9 VK                                         |
| 2014-2015 | Non-couru                                               | Non-couru                                               | Non-couru                                               | Non-couru                                               |
| 2016      | Ayrat Mardeev                                           | Aydar Belyaev                                           | Dmitrii Svistunov                                       | Kamaz 4326-9 VK                                         |
| 2017      | Dmitry Sotnikov                                         | Ruslan Akhmadeev                                        | Ilnur Mustafin                                          | Kamaz 43509                                             |
| 2018      | Andrey Karginov                                         | Andrey Mokeev                                           | Igor Leonov                                             | Kamaz 43509                                             |
| 2019      | Anton Shibalov                                          | Dmitrii NIkitin                                         | Ivan Tatarinov                                          | Kamaz 43509                                             |
| 2020      | Édition annulée en raison de la pandémie de coronavirus | Édition annulée en raison de la pandémie de coronavirus | Édition annulée en raison de la pandémie de coronavirus | Édition annulée en raison de la pandémie de coronavirus |
| 2021      | Dmitry Sotnikov                                         | Ruslan Akhmadeev                                        | Ilgiz Akhmetzianov                                      | Kamaz 43509                                             |
| 2022      | Dmitry Sotnikov                                         | Ruslan Akhmadeev                                        | Ruslan Akhmadeev                                        | Kamaz 43509                                             |
| 2023      | Siarhei Viazovich                                       | Pavel Haranin                                           | Andrey Krahelskiy                                       | MAZ 6440RR                                              |
| 2024      | Dmitry Sotnikov                                         | Ruslan Akhmadeev                                        | Ilgiz Akhmetzianov                                      | Kamaz 435091                                            |

| Édition     | Vainqueurs Catégorie Motos                              | Vainqueurs Catégorie Motos                              |
| Édition     | Pilote                                                  | Moto                                                    |
| 2009 - 2018 | Pas de course motos                                     | Pas de course motos                                     |
| ----------- | ------------------------------------------------------- | ------------------------------------------------------- |
| 2019        | Sam Sunderland                                          | KTM 450 Rally                                           |
| 2020        | Édition annulée en raison de la pandémie de coronavirus | Édition annulée en raison de la pandémie de coronavirus |
| 2021        | Matthias Walkner                                        | KTM 450 Rally                                           |
| 2022        | Alexey Naumov                                           | KTM 450 Rally Factory Replica                           |
| 2023        | Ilya Shcheglov                                          | Husqvarna FR 450 Rally                                  |
| 2024        | Alexey Naumov                                           | Husqvarna FE 450 Rally                                  |

### Participants les plus titrés

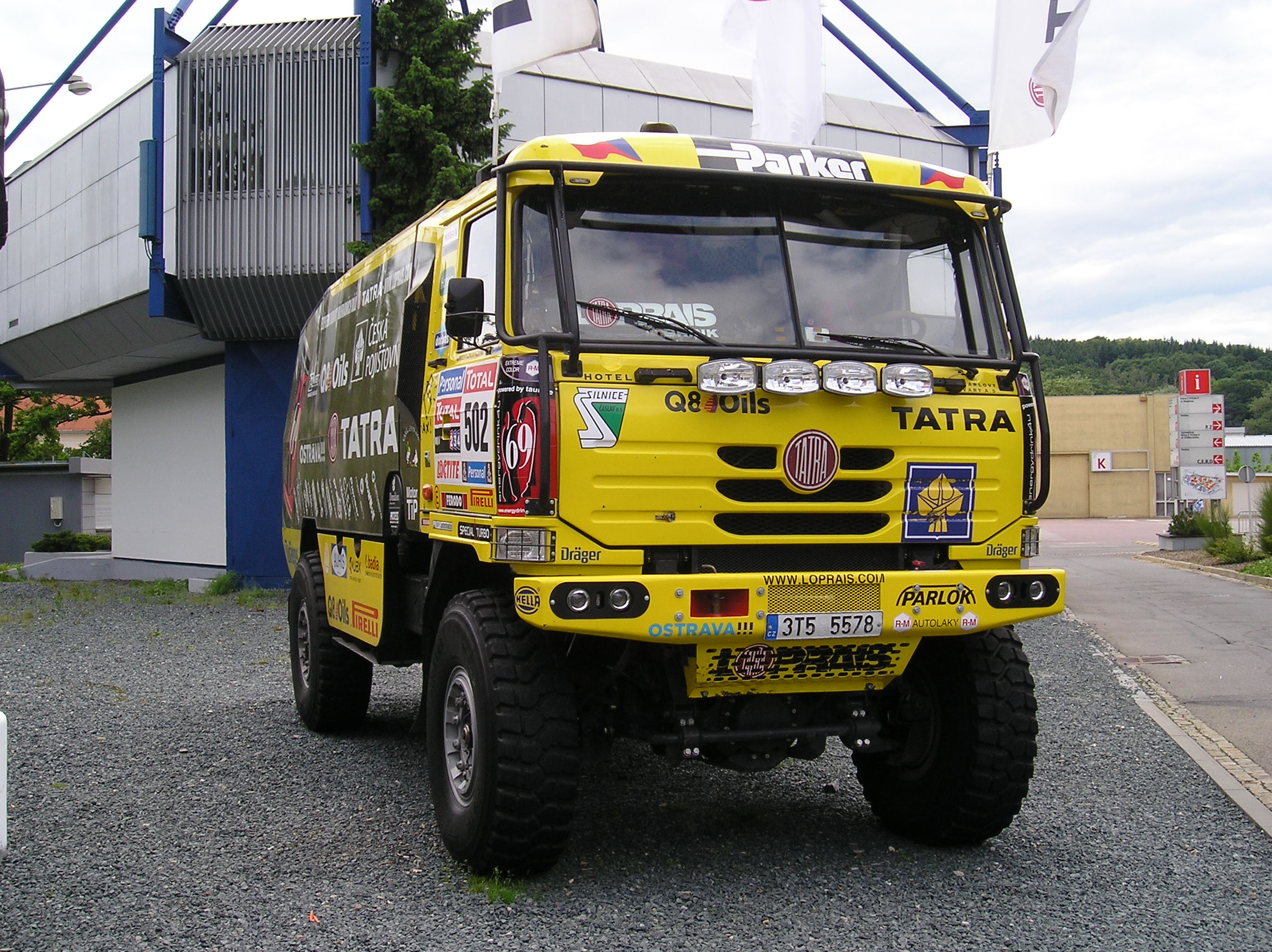
Camion Tatra de Aleš Loprais en 2010.

Au soir du 05 janvier 2025
|     | Palmarès Auto        | Palmarès Auto | Palmarès Auto |
| Nom | Nombre de victoires  | Éditions      |               |
| --- | -------------------- | ------------- | ------------- |
| 1   | Carlos Sainz         | 2             | 2009 et 2010  |
| 1   | Cyril Despres        | 2             | 2016 et 2017  |
| 3   | Krzysztof Hołowczyc  | 1             | 2011          |
| 3   | Boris Gadasin        | 1             | 2012          |
| 3   | Jean-Louis Schlesser | 1             | 2013          |
| 3   | Yazeed Al-Rajhi      | 1             | 2018          |
| 3   | Nasser Al-Attiyah    | 1             | 2019          |
| 3   | Guerlain Chicherit   | 1             | 2021          |
| 3   | Denis Krotov         | 1             | 2022          |
| 3   | Andrey Rudskoy       | 1             | 2023          |
| 3   | Roman Rusinov        | 1             | 2024          |

|     | Palmarès Camion     | Palmarès Camion | Palmarès Camion                |
| Nom | Nombre de victoires | Éditions        |                                |
| --- | ------------------- | --------------- | ------------------------------ |
| 1   | Dmitry Sotnikov     | 5               | 2013, 2017, 2021, 2022 et 2024 |
| 2   | Ayrat Mardeev       | 2               | 2012 et 2016                   |
| 3   | Firdaus Kabirov     | 1               | 2009                           |
| 3   | Eduard Nikolaev     | 1               | 2010                           |
| 3   | Aleš Loprais        | 1               | 2011                           |
| 3   | Andrey Karginov     | 1               | 2018                           |
| 3   | Anton Shibalov      | 1               | 2019                           |
| 3   | Siarhei Viazovich   | 1               | 2023                           |

|              | Palmarès Moto       | Palmarès Moto | Palmarès Moto |
| Constructeur | Nombre de victoires | Éditions      |               |
| ------------ | ------------------- | ------------- | ------------- |
| 1            | Alexey Naumov       | 2             | 2022 et 2024  |
| 2            | Sam Sunderland      | 1             | 2019          |
| 2            | Matthias Walkner    | 1             | 2021          |
| 2            | Ilya Shcheglov      | 1             | 2023          |

### Constructeurs les plus titrés
Au soir du 05 janvier 2025
|              | Palmarès Auto       | Palmarès Auto | Palmarès Auto |
| Constructeur | Nombre de victoires | Éditions      |               |
| ------------ | ------------------- | ------------- | ------------- |
| 1            | Volkswagen          | 2             | 2009 et 2010  |
| 1            | Peugeot             | 2             | 2016 et 2017  |
| 1            | G-Force             | 2             | 2012 et 2023  |
| 1            | Mini                | 2             | 2018 et 2022  |
| 2            | BMW                 | 1             | 2011          |
| 2            | Buggy Schlesser     | 1             | 2013          |
| 2            | Toyota              | 1             | 2019          |
| 2            | Century Racing      | 1             | 2021          |
| 2            | Can-Am              | 1             | 2024          |

|              | Palmarès Camion     | Palmarès Camion | Palmarès Camion                                                    |
| Constructeur | Nombre de victoires | Éditions        |                                                                    |
| ------------ | ------------------- | --------------- | ------------------------------------------------------------------ |
| 1            | KamAZ               | 11              | 2009, 2010, 2012, 2013, 2016, 2017, 2018, 2019, 2021, 2022 et 2024 |
| 2            | Tatra               | 1               | 2011                                                               |
| 2            | MAZ                 | 1               | 2023                                                               |

|              | Palmarès Moto       | Palmarès Moto | Palmarès Moto      |
| Constructeur | Nombre de victoires | Éditions      |                    |
| ------------ | ------------------- | ------------- | ------------------ |
| 1            | KTM                 | 3             | 2019, 2021 et 2022 |
| 2            | Husqvarna           | 2             | 2023 et 2024       |

## Polémique
Selon Le Monde, Der Spiegel et The Insider, le directeur du Rallye de la route de la soie, Boulat Ianborissov, serait un agent des renseignements russes.